# Callogobius sclateri
Callogobius sclateri là một loài cá biển thuộc chi Callogobius trong họ Cá bống trắng. Loài này được mô tả lần đầu tiên vào năm 1879.

## Từ nguyên
Từ định danh sclateri không rõ nghĩa, có lẽ được đặt theo Philip L. Sclater (1829–1913), luật sư kiêm nhà động vật học, đồng thời là Thư ký Hiệp hội Động vật học Luân Đôn và là người tiên phong trong lĩnh vực địa lý động vật học.

## Phân bố và môi trường sống
Từ Biển Đỏ và Đông Phi, C. sclateri có phân bố trải dài về phía đông đến quần đảo Mariana, ngược lên phía bắc tới quần đảo Ryukyu và quần đảo Ogasawara (Nhật Bản), xa về phía nam tới Úc và Polynésie thuộc Pháp. Ở Việt Nam, C. sclateri được ghi nhận tại vịnh Nha Trang.
C. sclateri sống trên nền cát, đá vụn và cả thảm cỏ biển của rạn san hô, được tìm thấy ở độ sâu đến ít nhất là 37 m.

## Mô tả
Chiều dài lớn nhất được ghi nhận ở C. sclateri là 7 cm. Cá có màu nâu nhạt hoặc trắng, có các vạch sẫm trên cơ thể.
Số gai ở vây lưng: 7; Số tia ở vây lưng: 9; Số gai ở vây hậu môn: 1; Số tia ở vây hậu môn: 7.